# Umbra (astronomia)

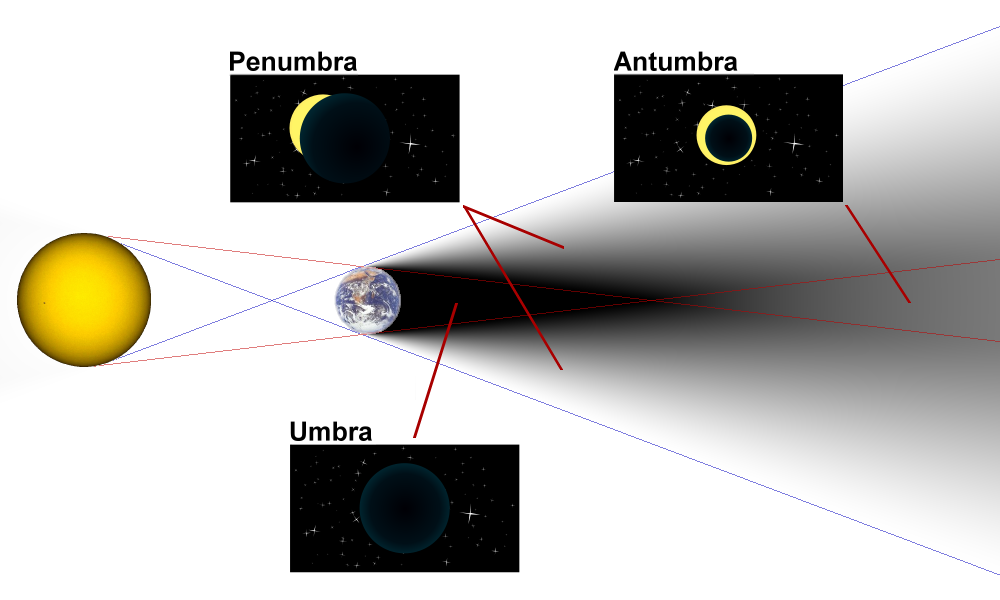
Rodzaje cienia Ziemi: umbra, penumbra i antumbra

Układ ciał niebieskich w czasie zaćmienia Księżyca. Legenda: A - Słońce; B - Ziemia; C - Księżyc; D - Stożek półcienia (penumbra); E - Stożek cienia całkowitego (umbra)

Umbra (z łac. cień) – cień całkowity; pojęcie stosowane zazwyczaj w odniesieniu do zaćmienia. Np. podczas zaćmienia Księżyca jest to wewnętrzny cień Ziemi obserwowany na powierzchni Księżyca, a podczas zaćmienia Słońca jest to wewnętrzny cień Księżyca obserwowany na powierzchni Ziemi. Umbra ma kształt stożka zwężającego się wraz ze wzrostem odległości od ciała rzucającego cień. 
Terminy pochodne to:
penumbra – obszar półcienia, gdy źródło światła jest przesłonięte częściowo
antumbra – stożek półcienia znajdujący się za umbrą; w obszarze tym występuje zaćmienie obrączkowe.